# Legend of the Ghost Lion
Legend of the Ghost Lion ou Legend of the White Lion (connu au Japon sous le nom  White Lion Densetsu: Pyramid no Kanata ni (ホワイトライオン伝説) est un jeu vidéo de rôle au tour par tour, développé et édité par Kemco pour la NES. Il est sorti au Japon le 14 juin 1989, et en Amérique du Nord en octobre 1992. Il s'agit d'une adaptation du film  Piramiddo no Kanata ni Howaito Raion Densetsu (ピラミッドの彼方に ホワイト・ライオン伝説) (1988).

## Synopsis
La légende du Lion blanc raconte qu'un jour, un Lion a attaqué et ravagé le village. Le lion fut blessé par la lance d'un courageux soldat et disparût dans une caverne. Un jour, les parents d'une jeune fille nommée Maria, décidèrent de partir résoudre le mystère du Lion blanc, la laissant seule. Ils ne revinrent jamais. Alors que Maria part à la recherche de ses parents, elle tombe dans une rivière et se réveille dans un monde fantastique.

## Système de jeu
En 2011, dans un dossier sur le 25e anniversaire de la série Dragon Quest publié sur 1UP.com, Jeremy Signor estime que Legend of the Ghost Lion est un « clone » du jeu d'Enix.